# モーリッツ (ザクセン＝ツァイツ公)
モーリッツ（ドイツ語：Moritz, 1619年3月28日 - 1681年12月4日）は、ザクセン＝ツァイツ公（在位：1656年 - 1681年）。

## 生涯
モーリッツはザクセン選帝侯ヨハン・ゲオルク1世とマグダレーナ・ジビュレ・フォン・プロイセンの息子である。兄にザクセン選帝侯ヨハン・ゲオルク2世、ザクセン＝ヴァイセンフェルス公アウグストおよびザクセン＝メルゼブルク公クリスティアン1世がいる。
兄らとともに、モーリッツはドレスデンの宮廷で育てられた。式部長官（Hofmarschall）クルト・フォン・アインジーデルが主に教育係となった。1642年8月から1645年9月まで、モーリッツは兄クリスティアンとともに北ドイツおよびオランダへとグランドツアーにでかけた。
1645年、アンハルト＝ケーテン侯ルートヴィヒ1世は、モーリッツの実りを結ぶ会への入会を認めた。モーリッツは「謙虚な人」という会員名とモットーを与えられた。
1647年、モーリッツはドイツ騎士団のチューリンゲン管区をゆだねられた。
1652年7月20日にドレスデンで作成されたザクセン選帝侯ヨハン・ゲオルク1世の遺言書に、3人の年少の息子らはそれぞれ分邦の公国を受け取ることが記された。選帝侯が1656年10月8日に亡くなった後、1657年4月22日にドレスデンで兄弟間の分割に関する合意が結ばれ、1663年に結ばれた合意により最終的に3つの領土と付随する権利が決められた。
かつてのナウムブルク・ツァイツ教区は、関連する修道院地域や、タウテンブルク、ヘンネベルク伯領内のアルベルティン家の領地、ノイシュタットおよびフォークトラントなどの他の領土とともに、新たに創設されたザクセン＝ツァイツ公国を形成することとなった。モーリッツは1657年に、大部分が破壊された司教の城の跡地にツァイツのエルスター川沿いにモーリッツブルク城を建設させた。また、三十年戦争で荒廃した領地の再建に尽力した。モーリッツは農業、貿易、商業、ギルドを促進し、戦争で受けた被害の回復に努め、妻と共にツァイツに学校を建設した。政治学者で神学者のファイト・ルートヴィヒ・フォン・ゼッケンドルフとともに、モーリッツは重要な大臣と教会の長を味方につけていた。劇作家のヨハン・セバスティアン・ミッターナハトは、ツァイツで宮廷付牧師として仕えた。
モーリッツは1681年12月4日にモーリッツブルク城において62歳で死去した。遺言により孤児院の建設に10,000ギルダーが寄付された。長男モーリッツ・ヴィルヘルムが後見人のもと公位を継承した。

## 結婚と子女
1650年11月19日にドレスデンにおいて、シュレースヴィヒ＝ホルシュタイン＝ゾンダーブルク＝グリュックスブルク公フィリップの娘ゾフィー・ヘートヴィヒと結婚した。ゾフィー・ヘートヴィヒの妹クリスティアーナも同じ時にモーリッツの兄クリスティアンと結婚した。2人の間に以下の子女が生まれた。
- ヨハン・フィリップ（1651年11月12日 - 1652年3月24日）
- モーリッツ（1652年9月26日 - 1653年5月10日）

1652年にゾフィー・ヘートヴィヒが死去し、その4年後の1656年7月3日ヴァイマルにおいてザクセン＝ヴァイマル公ヴィルヘルムの娘ドロテア・マリアと結婚した。2人の間に以下の子女が生まれた。
- エレオノーレ・マグダレーネ（1658年10月30日 - 1661年2月26日）
- エアドムート・ドロテア（1661年 - 1720年） - ザクセン＝メルゼブルク公クリスティアン2世と結婚
- モーリッツ・ヴィルヘルム（1664年 - 1718年） - ザクセン＝ツァイツ公
- ヨハン・ゲオルク（1665年4月27日 - 1666年9月5日）
- クリスティアン・アウグスト（1666年 - 1725年） - エステルゴム大司教、枢機卿
- フリードリヒ・ハインリヒ（1668年 - 1713年） - ザクセン＝ツァイツ公
- マリア・ゾフィア（1670年11月3日 - 1671年5月31日）
- マグダレーナ・ジビッラ（1672年4月7日 - 1672年8月20日）

1675年にドロテア・マリアが死去した後、1676年7月14日にヴィーゼンブルクにおいてシュレースヴィヒ＝ホルシュタイン＝ゾンダーブルク＝ヴィーゼンブルク公フィリップ・ルートヴィヒの娘ゾフィー・エリーザベトと結婚した。この結婚で子供は生まれなかった。